# Skiffermyrtörnskata
Skiffermyrtörnskata (Thamnophilus punctatus) är en fågel i familjen myrfåglar inom ordningen tättingar.

## Utseende och läte
Skiffermyrtörnskatan är en rätt liten tätting. Hanen liknar en lång rad andra myrtörnskator i grått och svart. Honan är mer distinkt, med tydlig vingteckning och kastanjebrun hjässa. Sången avges i duett.

## Utbredning och systematik
Skiffermyrtörnskata delas in i fyra underarter med följande utbredning:
- punctatus/interpositus-gruppen
  - Thamnophilus punctatus punctatus - förekommer i östligaste Venezuelas anslutning till Guyana och i Brasilien norr om Amazonfloden
  - Thamnophilus punctatus interpositus – förekommer vid foten av Anderna på östra sidan och i västra Venezuela och angränsande Colombia
- leucogaster/huallagae-gruppen
  - Thamnophilus punctatus huallagae – förekommer i norra Peru (Rio Huallagas avrinningsområde i San Martín)
  - Thamnophilus punctatus leucogaster – förekommer i Río Marañóns avrinningsområde längst ner i södra Ecuador och i norra Peru

## Levnadssätt
Skiffermyrtörnskata hittas i savannskog och skog på sandiga och steniga jordar, jämfört med andra myrtörnskator generellt i torrare områden. Där ses den huvudsakligen i de lägre skikten, födosökande efter insekter som den plockar från bladverket. Den påträfdas ofta i par, men slår vanligen inte följe med kringvandrande artblandade flockar.

## Status och hot
Arten har ett stort utbredningsområde, men tros minska i antal, dock inte tillräckligt kraftigt för att den ska betraktas som hotad. Internationella naturvårdsunionen IUCN listar arten som livskraftig (LC).